# Trévé
 Trévé  (en bretón Treve) es una población y comuna francesa, situada en la región de Bretaña, departamento de Côtes-d'Armor, en el distrito de Saint-Brieuc y cantón de Loudéac.

## Demografía
| 1227 | 1217 | 1115 | 1276 | 1345 | 1312 |
| Para los censos de 1962 a 1999 la población legal corresponde a la población sin duplicidades (Fuente: INSEE [Consultar]) |      |      |      |      |      |